# Biodizel
Biodízel (ponekod pisano tudi kot: biodiesel (po izumitelju dizelskega motorja, Rudolfu Dieslu) je gorivo za dizelske motorje, izdelano iz rastlinskih ali živalskih maščob, namesto plinskega olja, ki ga pridobivamo iz nafte ali drugih mineralnih surovin. Posebne izvedbe dizelskih motorjev lahko uporabljajo širok nabor tekočih goriv, tudi rastlinska maščobna olja. Biodizel pa je gorivo, ki ga lahko uporabimo v običajnem motorju, brez predelav .
Najpogostejša vrsta biodizla je alkilni ester pridobljen s transesterificiranjem rastlinskih maščobnih olj ali živalskih maščob. Kakovostni biodizel v motorju zgoreva bolj čisto kot običajno dizelsko gorivo. Ker ga pridobivamo iz sprotnega prirasta rastlin in živali, je biodizel obnovljivi vir energije.

## Mešanice
V trgovini na drobno so najpogosteje uporabljene mešanice biodizla z običajnim dizlom, ki temelji na ogljikovodikih. Večji del sveta uporablja sistem, poznan kot »B« faktor, ki pove, kolikšen je delež biodizla v mešanici goriva:
- B100 se nanaša na gorivo s 100% deležem biodizla,
- B20 je mešanica 20% biodizla in 80% fosilnega dizla,
- B5 je mešanica 5% biodizla in 95% fosilnega dizla ter
- B2, ki je mešanica 2% biodizla in 98% fosilnega dizla.

Mešanice, ki vsebujejo 20% ali manj biodizla, se lahko uporabljajo v klasičnih agregatih z nič ali malo modifikacij, kljub temu, da nekateri proizvajalci ne zagotavljajo garancije v primeru poškodb zaradi omenjenih mešanic. Mešenice od B6 do B20 so zajete v ASTM D7467 specifikacijah. V primeru, da motor prilagodimo, da se izognemo vzdrževanju in težavam pri učinkovitosti, je biodizel lahko uporabljen tudi v svoji čisti obliki (B100). Mešanje B100 s fosilnimi gorivi se lahko izvaja z:
- mešanjem v tankih na mestu proizvodnje preden gre v cisterne,
- mešanjem z brizganjem v cisternah z dodajanjem določenega procenta biodizla in fosilnega dizla,
- in-line mešanjem v cisternah, ko obe komponenti prideta v cisterno istočasno in
- z odmerjanjem s črpalko, kjer imata obe komponenti določen delež skupne prostornine. Črpalka črpa iz dveh različnih rezervoarjev, na njenem izhodu pa je določena mešanica.

## Uporaba
Biodizel se lahko v večini dizelskih motorjev z vbrizgavanjem goriva uporablja v čisti obliki (B100) ali pa se meša s fosilnimi gorivi v poljubnem razmerju. Novejši motorji, kjer so prisotni zelo visoki tlaki (200 MPa) so tovarniško omejeni z mešanicami do B5 ali B20, odvisno od proizvajalca. Biodizel ima drugačne topne lastnosti kot fosilni dizel in lahko razgradi tesnila in cevi, narejene iz naravne gume, kar se pojevlja predvsem pri vozilih, proizvedenih pred letom 1992, v primeru, da proizvodi iz gume, ki so v stiku z gorivom, še niso bili zamenjani zaradi staranja in obrabe. Zamenjujejo se z izdelki, ki temeljijo na fluoroelastomerih, ki z biodizlom ne reagirajo. Biodizel razgrajuje ostanke fosilnega dizla v ceveh za dovod goriva in tako lahko zamaši filtre za gorivo, če je prehod s fosilnega na biodizel prehiter. Zaradi tega je kmalu po prvem prehodu na biodizel priporočljiva zamenjava filtrov .

### Distribucija
V Združenih državah Amerike uporaba biodizla narašča vse od leta 2005, ko je bil uveden zakon o energetiki. V Veliki Britaniji obstaja obligacija za dobavitelje, ki je predpisovala obvezno vključevanje 5% goriv, pridobljenih iz obnovljivih virov že do leta 2010. Za dizelsko gorivo to realno pomeni 5% biodizla (B5).

### Uporaba v avtomobilih in odziv proizvajalcev
Leta 2005 je Chrysler, takrat še del DaimlerChrysler, dal na ameriški trg v prodajo Jeep Liberty CRD s 5% biodizel mešanico, s čimer je nakazal vsaj delno priznavnje ustreznosti biodizla kot sprejemljiv dodatek gorivu. Leta 2007 je DaimlerChrysler nato najavil povečanje garancije za uporabo do 20% biodizla v primeru, da se kakovost biogoriv v Združenih državah Amerike standardizira.
Volkswagen-ov koncern je podal izjavo, ki nakazuje, da se več njihovih modelih lahko uporablja mešanice B5 in B100, proizvedene iz semena oljne ogrščice, v primeru, da je olje skladno s standardom EN 14214. Uporaba omenjenega goriva ne onemogoči uveljavljanja garancije za navedene modele.
Mercedes Benz dovoljuje uporabo biodizla le do B5, uradno zaradi »proizvodnih pomanjkljivosti«. Morebitnih poškodb, ki bi jih povzročila goriva z večjim deležem biodizla, garancija ne krije.
V mestu Halifax (Nova Škotska), so se leta 2004 odločili posodobiti svoj mestni promet in uvesti vozni park, ki ga bo v celoti poganjal biodizel na osnovi ribjega olja. Po začetnih mehanskih težavah in nekaj letih izboljšav so uspeli uspešno posodobiti celoten sistem.
Leta 2007 je McDonalds v Veliki Britaniji napovedal proizvodnjo biodizla iz odpadnega olja kot stranskega produkta njihovih restavracij, s čimer bodo poganjali vozni park za lastne potrebe.

### Uporaba v železniškem prometu
Pri Britanski železniški družbi Virgin Trains so kot prvi v državi predstavili »vlak na biodizel«, ki je bil predelan tako, da je omogočal uporabo mešanice 80% fosilnega dizla in 20% biodizla.
Družba Royal Train je 15. septembra 2007 izvedla svojo prvo vožnjo, pri kateri je bil vlak poganjan s 100% biodizlom, ki ga je dobavljal Green Fuels Ltd. Njegova kraljeva visokost, valižanski princ, in direktor Green Fuels, James Hygate, sta bila prva potnika na omenjenem vlaku. Po letu 2007 družba Royal Train uspešno uporablja 100% biodizel (B100) za svojo celotno floto.
Podobno je leta 2008 železniška družba v vzhodnem Washingtonu, ki je v državni lasti, izvedla preizkus z mešanico 25% biodizla in 75% fosilnega dizla, ki ga je dobavljala od proizvajalca, nameščenega vzdolž proge. Vlak je bil poganjan z biodizlom, ki je deloma proizveden iz oljne repice, ki se goji v kmetijskih regijah mimo katerih linija teče.
Tudi Disneyland je leta 2007 začel s posodabljanjem parka vlakov za uporabo mešanice B98, oziroma 98% biodizla. Projekt se je začasno zaustavil leta 2008 zaradi težav pri shranjevanju goriva in je bil ponovno zagnan v januarju 2009, ko je Disneyland napovedal modifikacijo vseh vlakov. Vozni park je gnan z biodizlom, izdelanim iz odpadnega olja za kuhanje na osnovi soje.

### Uporaba v letalstvu
Na češkem je potekal test z letalom, ki ga je v celoti napajal biodizel. Obstaja še nekaj drugih nedavnih testiranj z uporabo biogoriva, vendar so bila v večini uporabljana goriva iz drugih obnovljivih virov.
7. novembra 2011 je družba United Airlines izvedla prvi komercialni let na svetu z uporabo biogoriva SolajetTM Solazyme iz alg. Boeing 737-800 je poganjala mešanica 40% Solajet goriva in 60% fosilnega letalskega goriva. Komercialni Eco-skies let 1403 je vzletel na letališču Huston ob 10:30 in je pristal na Čikaškem letališču ob 13:03.

### Uporaba za ogrevalne sisteme
Biodizel se lahko uporablja kot gorivo za ogrevanje za domačo in komercialno rabo; v uporabi je mešanica kurilnega olja in biodizla, ki je standardiziran in obdavčen nekoliko drugače kot dizel za uporabo v transportu. To gorivo je ponekod poznano kot »bioheat«, ki je registrirana znamka Nacionalnega Odora za Biodizel (NBB) in National Biodiesel Research Alliance (NORA) v Združenih državah Amerike ter Columbia Fuels v Kanadi. Kurilni biodizel je ravno tako na volje v različnih mešanicah. ASTM 396 priznava mešanice, ki vsebujejo do 5% biodizla kot ekvivalent čistemu fosilnemu gorivu. Veliko uporabnikov uporablja mešanice, ki vsebujejo do 20% biodizla in trenutno potekajo raziskave o vplivih na zmogljivost ogrevalnih sistemov pri uporabi mešanic z višjim deležem biodizla.
Težave se lahko pojavijo pri starejših pečeh, ki vsebuejo gumijaste dele, katere lahko biodizel poškoduje oziroma razgradi, sicer pa peči večinoma omogočajo kurjenje biodizla brez dodatnih modifikacij. Kljub temu je potrebno biti pozoren, saj biodizel lahko raztopi ostanke predhodno uporabljanega fosilnega goriva, kar lahko zamaši filtre in cevi za dovod goriva, zato je potrebna zamenjava filtrov. Drugi način je uporaba biodizla kot mešanice, pri kateri postopoma znižujemo delež fosilnega goriva. Ker se ostanki tako razgrajujejo počasneje, je manj verjetno, da pride do zamašitve sistema. Pozitivni učinek tega je, da se zaradi topilnih lastnosti peč očisti sama in postane na splošno bolj učinkovita. Raziskava opisuje laboratorijske teste in testiranje na terenu z uporabo čistega biodizla in mešanice z biodizlom kot kurilnim oljem v kuriščih na olje. Andrew J. Robertson je v Združenem kraljestvu na Biodiesel EXPO 2006 predstavil svojo raziskavo o biodizlu in predlagal uporabo B20, kar bi lahko zmanjšalo CO2 emisije britanskih gospodinjstev za 1,5 tone na leto.
Zakon, sprejet v času mandata guvernerja Massachusettsa, Devala Patricka, je zahteval uporabo 2% biodizla v vseh kurilnih oljih za domačo uporabo do leta 2010 in 5% biodizla do leta 2013. Podoben zakon je bil sprejet tudi v New Yorku.

## Zgodovinsko ozadje
Transesterifikacijo z rastlinskim oljem sta že leta 1853 izvedla znanstvenika E. Duffy in J. Patrick, kar je več let, preden je dizlov motor sploh postal funkcionalno uporaben. Prvi model Rudolfa Diesla, ki je imel en 3 m velik cilinder in vztrajnik, je bil v Augsburgu v Nemčiji 10. avgusta leta 1893 pognan na arašidovo olje. V spomin na ta dogodek je 10. avgust razglašen za Mednarodni dan biodizla.
Večkrat se omenja, da je Diesel motor zasnoval za uporabo arašidovega olja, kar pa ne drži. Dizel je v objavi navedel, da je: »družba Otto na razstavi v Parizu leta 1900 (Exsposition Universelle) predstavila dizlov motor, ki je deloval z uporabo arašidovega olja zaradi zahtev francoskih oblasti. Tekel je tako tiho, da so ga ljudje komaj opazili. Motor sam je bil zgrajen za uporabo mineralnega olja, nato pa je deloval z uporabo rastlinskega olja brez da bi ga bilo potrebno modificirati. Francoske oblasti so izvajale testiranja možnosti uporabe arašidovega olja za proizvodnjo električne energije za uporabo v industriji; arašidi rastejo v velikih količinah v francoskih afriških kolonijah in se tam z lahkoto gojijo.«. Diesel je kasneje izvedel več s tem povezanih raziskav in postal naklonjen ideji. Leta 1912 je dejal: »Uporaba rastlinskih olj se trenutno morda zdi nepomembna, vendar lahko ta olja sčasoma postanejo ravno tako pomembna kot so danes izdelki iz fosilnih olj in premoga.«.
Kljub široki uporabi fosilnih goriv je že med letoma 1920 in 1930 in kasneje med 2. svetovno vojno vladalo veliko zanimanje za uporabo rastlinskega olja v motorjih z notranjim zgorevanjem. V tem času je veliko držav testiralo uporabo rastlinskih olj, med drugim Belgija, Francija, Italija, Združeno kraljestvo, Portugalska, Brazilija, Argentina in Kitajska. Problemi, ki so se pri tem pojavljali, so bili povezani z večjo viskoznostjo rastlinskih olj v primerjavi s fosilnimi gorivi, kar je bil vzrok za slabo razpršitev goriva ter koksanje injektorjev, zgorevalnih komor in ventilov. Da bi se tem težavam izognili, se je olje predgrevalo, mešalo s fosilnimi gorivi ali etanolom ali pa se je uporabila piroliza in pokanje olja.
31. avgusta leta 1937 je univerza G. Chavanne v Bruslju pridobila patent 422.877 za »Postopek za transformacijo rastlinskega olja za uporabo za goriva« (fr. "Procédé de Transformation d'Huiles Végétales en de Vue Leur Utilisation comme Carburants "). Ta patent je opisoval alkoholizacijo (pogosto poznano kot transesterifikacijo) rastlinskega olja z uporabo etanola (omenjen je tudi metanol) z namenom ločevanja maščobnih kislin in glicerola z zamenjavo glicerola s kratkimi linearnimi alkoholi. Postopek štejemo kot prvi primer pridobivanja biodizla na način, kot ga poznamo danes.
Naslednji mejnik je leta 1977 postavil brazilski znanstvenik Expedito Parente, ki je izumil in predložil patent za prvi industrijski patent za proizvodnjo biodizla. Proces je označen kot postopek za izdelavo biodizla po mednarodnih zahtevah, s standardizirano indentiteto in kvaliteto in je edini, ki je potrjen s strani avtomobilske industrije. Od leta 2010 Parente-jevo podjetje Tecbio sodeluje s podjetji Boeing in NASA, da bi certificirali nov Parente-jev produkt, bio-kerozin.
Raziskave na področju transesterifikacije , uporabe in izboljšav (do primerljivosti s fosilnimi gorivi) sončničnega olja so se začele leta 1979 v Južni Afriki. Leta 1983, ko so bila motorna testiranja končana, je bil proces tudi objavljen na mednarodni ravni. Tehnologijo južnoafriških agrikulturnih inženirjev je privzelo avstrijsko podjetje Gaskoks in postavilo prvo pilotno proizvodnjo biodizla v novembru 1987, prvo tovarno za industrijsko proizvodnjo pa aprila 1989, ki je lahko predelala 30.000 ton oljne ogrščice na leto.
V 90. letih prejšnjega stoletja je bilo odprtih več obratov, vključno z obrati na Češkem in Švedskem ter v Nemčiji. V Franciji so začeli z lokalno proizvodnjo biodizla (imenovanega tudi diester) iz repičnega olja, ki se meša v deležu 5% v splošno uporabljana dizelska goriva in v deležu 30% za del javnega prevoza. Reanult, Peugeot in drugi proizvajalci so certificirali svoje motorje za tovornjake za delno uporabo biodizla. Testiranja za uporabo 50% biodizla še potekajo. Lokalno se je biodizel začel proizvajati tudi v drugih delih sveta: do leta 1998 je Avstrijski institut za biogoriva indetificiral 21 držav s komercialnimi projekti na področju biodizla. 100% biodizel je tako zdaj na voljo na številnih bencinskih servisih po vsej Evropi.

## Lastnosti
Biodizel ima boljše mazalne lastnosti in veliko višje cetansko število od dandanes uporabljanih dizelskih goriv z nizko vsebnostjo žvepla. Poleg tega biodizel zmanjšuje obrabo sistemov za gorivo in deloma podaljšuje življenjsko dobo opreme za vbrizg goriva, ki uporabljajo za mazanje mazalne lastnosti samega goriva. Odvisno od vrste motorja, to lahko pomeni visokotlačne črpalke in injektorje za vbrizg goriva.
Kalorična vrednost biodizla je približno 37,27 MJ/kg, kar je za 9% nižje od običajne vrednosti fosilega dizla 2. Na spremembe v energetski gostoti bolj vplivajo same surovine, uporabljene v procesu, kot pa proizvodni proces. Trdijo, da biodizel daje boljšo mazljivost in bolj popolno zgorevanje, s čimer povečuje izhodno energijo motorja in delno kompenzira večjo gostoto energije petrodizela. Velja, da biodizel omogoča boljše mazanje in ima bolj popolno zgorevanje, zaradi česar se moč motorja poveča, kar deloma kompenzira višjo gostoto energije, ki jo ima fosilni dizel.
Biodizel je tekočina različnih barv, ki variirajo med zlato in temno rjavo, odvisno od uporabljenih proizvodnih surovin. Se meša z vodo, ima visoko vrelišče in nizek uparjalni tlak. Plamenišče biodizla je večje od 130 °C in je precej višje od plamenišča fosilnega dizla pri 64 °C ali bencina pri -45 °C. Biodizel ima gostoto približno 0,88 g/cm3 in je višje od gostote fosilnega dizla, ki je pribižno 0,85 g/cm3. Biodizel praktično skoraj ne vsebuje žvepla in se pogosto uporablja kot dodatek ULSD (dizel z ultra nizkimi vsebnostmi žvepla) za boljše mazanje (mazanje sicer v fosilnem dizlu zagotavljajo žveplove spojine).

## Vplivi na okolje
Porast zanimanja za biodizle je izpostavil številne okoljske učinke, povezane z njegovo uporabo. Sem bi lahko spadali zmanjšanje emisij toplogrednih plinov, krčenje gozdov, onesnaževanje in stopnja biorazgradnje. 
Glede na Analizo regulativnega učinka Programa standardov obnovljivih goriv agencije EPA, objavljeno februarja 2010, biodizel iz sojinega olja v povprečju pomeni 57-odstotno zmanjšanje, biodizel, proizveden iz odpadne maščobe, pa 86-odstotno zmanjšanje toplogrednih plinov v primerjavi z naftnim dizlom. Za podrobnejše informacije glejte poglavje 2.6 poročila EPE.
Okoljevarstvene organizacije, na primer Rainforest Rescue  in Greenpeace,  so do gojenja rastlin, ki se uporabljajo za proizvodnjo biodizla, npr. oljnih palm, soje in sladkornega trsa, kritične. Krčenje deževnih gozdov poslabšuje podnebne spremembe in pomeni uničevanje občutljivih ekosistemov, da bi pridobili zemljišča za nasade oljne palme, soje in sladkornega trsa. Poleg tega biogoriva prispevajo k lakoti v svetu, saj se obdelovalna zemlja ne uporablja več za pridelavo hrane. Ameriška agencija za varstvo okolja (EPA) je januarja 2012 objavila podatke, zaradi katerih se biogoriva, izdelana iz palmovega olja, ne bodo upoštevala v nacionalnem programu uporabe obnovljivih goriv, saj niso podnebju prijazna. Okoljevarstveniki so sklep pozdravili, saj je rast nasadov oljnih palm povzročila krčenje tropskih gozdov, na primer v Indoneziji in Maleziji.
Indonezija proizvaja biodizel predvsem iz palmovega olja. Ker so kmetijska zemljišča omejena, je treba za sajenje monokultur oljnih palm izkrčiti zemljišča, ki se uporabljajo za drugo pridelavo, ali tropski gozd. Velika okoljska grožnja je zato uničenje deževnih gozdov v Indoneziji.